# Closterium obtusum
Closterium obtusum là một loài Song tinh tảo trong họ Mesotaeniaceae, thuộc chi Closterium.